# 里見蘭
里見 蘭（さとみ らん、1969年5月6日 - ）は、日本の小説家、漫画原作者。東京都生まれ。早稲田大学文学部卒業。
2004年『獣のごとくひそやかに』で小説家デビュー。2008年『彼女の知らない彼女』で第20回日本ファンタジーノベル大賞優秀賞を受賞。
2025年、『人質の法廷』で第5回読者による文学賞スピンオフを受賞。

## 作品

### 小説
- 獣のごとくひそやかに 言霊使い（2004年11月 講談社X文庫ホワイトハート）
- 奇跡のごとくかろやかに 言霊使い（2004年6月 講談社X文庫ホワイトハート）
- 嵐のごとく高らかに 言霊使い（2006年8月 講談社X文庫ホワイトハート）
- 彼女の知らない彼女（2008年11月 新潮社）
- さよなら、ベイビー（2010年10月 新潮社 / 2013年7月 新潮文庫）
- ミリオンセラーガール（2013年4月 中央公論新社 / 2015年6月 中公文庫）
- 藍のエチュード（2014年6月 中央公論新社）
- 大神兄弟探偵社（2014年10月 新潮文庫）
- 暗殺者ソラ 大神兄弟探偵社（2015年4月 新潮文庫）
- ギャラリスト（2015年6月 中央公論新社）
- 古書カフェすみれ屋と本のソムリエ（2016年4月 だいわ文庫）
- 古書カフェすみれ屋と悩める書店員（2017年3月 だいわ文庫）
- 人質の法廷（2024年7月 小学館）

### ノベライズ
- 小説 ドラゴン桜 特進クラス始動篇（2005年11月 講談社文庫）
- 小説 ドラゴン桜 カリスマ教師集結篇（2006年3月 講談社文庫）
- 小説 ドラゴン桜 挑戦！東大模試篇（2006年11月 講談社文庫）
- 小説 ドラゴン桜 メンタル超革命篇（2007年3月 講談社文庫）
- 小説 ドラゴン桜 魂のエンジン篇 （2007年6月 講談社文庫）
- 小説 島耕作と4人の女たち（2008年10月 講談社）
- 小説 先輩と彼女（2012年12月 講談社）
- 小説 L♥DK 柊聖'S ROOM（2013年9月 講談社）
- 小説 L♥DK 柊聖'S ROOM2（2015年7月 講談社）

### 漫画原作
- DOLL STAR 言霊使い異本（画：槇えびし、2008年11月 - 2009年3月 講談社、全2巻）
- CAPTAINアリス（作者：高田裕三、2009年 - 2013年 講談社、全10巻） - 企画協力として表記